# Diócesis de Hamilton en Nueva Zelanda
La diócesis de Hamilton (en latín: Dioecesis Hamiltonensis in Nova Zelandia y en inglés: Roman Catholic Diocese of Hamilton, New Zealand) es una circunscripción eclesiástica de la Iglesia católica en Nueva Zelanda. Se trata de una diócesis latina, sufragánea de la arquidiócesis de Wellington. Desde el 25 de octubre de 2023 su obispo es Richard Philip James Laurenson.

## Territorio y organización
La diócesis tiene 49 700 km² y extiende su jurisdicción sobre los fieles católicos de rito latino residentes en la región de Gisborne, la mayor parte de las regiones de Waikato, Bay of Plenty y pequeñas porciones de las regiones de Manawatu-Wanganui y Hawke's Bay, todas pertenecientes a la isla Norte.
La sede de la diócesis se encuentra en la ciudad de Hamilton, en donde se halla la Catedral de la Santísima Virgen María.
En 2023 en la diócesis existían 33 parroquias.

## Historia
La diócesis fue erigida el 6 de marzo de 1980 mediante la bula Venerabiles Praesules del papa Juan Pablo II separando territorio de la diócesis de Auckland.

## Estadísticas
Según el Anuario Pontificio 2024 la diócesis tenía a fines de 2023 un total de 65 500 fieles bautizados.
| Año                                                                             | Población            | Población | Población      | Sacerdotes | Sacerdotes    | Sacerdotes    | Bautizados por sacerdote | Diáconos permanentes | Religiosos | Religiosos | Parroquias |
| Año                                                                             | Bautizados católicos | Total     | % de católicos | Total      | Clero secular | Clero regular | Bautizados por sacerdote | Diáconos permanentes | Varones    | Mujeres    | Parroquias |
| ------------------------------------------------------------------------------- | -------------------- | --------- | -------------- | ---------- | ------------- | ------------- | ------------------------ | -------------------- | ---------- | ---------- | ---------- |
| 1990                                                                            | 78 000               | 519 000   | 15.0           | 50         | 37            | 13            | 1560                     |                      | 19         | 79         | 39         |
| 1999                                                                            | 53 000               | 530 000   | 10.0           | 54         | 48            | 6             | 981                      | 2                    | 12         | 60         | 38         |
| 2000                                                                            | 52 083               | 520 000   | 10.0           | 51         | 47            | 4             | 1021                     | 2                    | 10         | 52         | 39         |
| 2001                                                                            | 38 500               | 520 000   | 7.4            | 40         | 34            | 6             | 962                      | 2                    | 13         | 57         | 38         |
| 2002                                                                            | 46 375               | 615 986   | 7.5            | 51         | 36            | 15            | 909                      | 2                    | 16         | 59         | 36         |
| 2003                                                                            | 46 069               | 601 608   | 7.7            | 52         | 37            | 15            | 885                      | 2                    | 23         | 53         | 36         |
| 2004                                                                            | 39 600               | 601 608   | 6.6            | 51         | 36            | 15            | 776                      | 7                    | 22         | 56         | 36         |
| 2006                                                                            | 89 600               | 640 000   | 14.0           | 49         | 33            | 16            | 1828                     | 12                   | 23         | 59         | 37         |
| 2013                                                                            | 96 500               | 678 000   | 14.2           | 49         | 32            | 17            | 1969                     | 19                   | 23         | 50         | 36         |
| 2016                                                                            | 67 455               | 671 050   | 10.1           | 38         | 34            | 4             | 1.775                    | 20                   | 7          | 48         | 35         |
| 2019                                                                            | 70 230               | 698 730   | 10.1           | 36         | 29            | 7             | 1950                     | 24                   | 9          | 36         | 34         |
| 2021                                                                            | 64 539               | 764 376   | 8.4            | 35         | 27            | 8             | 1843                     | 23                   | 8          | 30         | 33         |
| 2023                                                                            | 65 500               | 774 900   | 8.5            | 34         | 27            | 7             | 1926                     | 26                   | 7          | 32         | 33         |
| Fuente: Catholic-Hierarchy, que a su vez toma los datos del Anuario Pontificio. |                      |           |                |            |               |               |                          |                      |            |            |            |

## Episcopologio
- Edward Russell Gaines † (6 de marzo de 1980-6 de septiembre de 1994 falleció)
- Denis George Browne † (19 de diciembre de 1994-22 de noviembre de 2014 retirado)
- Stephen Marmion Lowe (22 de noviembre de 2014-17 de diciembre de 2021 nombrado obispo de Auckland)[nota 1]
- Richard Philip James Laurenson, desde el 25 de octubre de 2023